# Jasmin Glaesser
Jasmin Glaesser, född 8 juli 1992 i Paderborn, Tyskland, är en kanadensisk cyklist som tog OS-brons i lagförföljelsen vid de olympiska cyklingstävlingarna 2012 i London. Vid de olympiska cyklingstävlingarna 2016 i Rio de Janeiro tog hon återigen brons i lagförföljelse.